# Order Świętego Sylwestra
Order Świętego Sylwestra lub Order Papieża Świętego Sylwestra (łac. Ordo Sancti Silvestri Papae) – cywilny order ustanowiony przez Grzegorza XVI w 1841 dla uczczenia papieża Sylwestra I, powstały po przemianowaniu Orderu Złotej Ostrogi zwanego Złotą Strażą (Militia Aurata), którego ponowne wydzielenie jako samodzielnego odznaczenia pod dawną nazwą nastąpiło w 1905 roku.
Jest przyznawany osobom świeckim, niekoniecznie katolikom (a nawet niechrześcijanom, jak np. żydowski rabin Arthur Schneier), aktywnym w dziele apostolskim, za wybitne zasługi w pracy zawodowej lub wybitne osiągnięcia w różnych dziedzinach sztuki. Większość odznaczonych w Wielkiej Brytanii jest członkami polskiego Kościoła katolickiego.
Odznaka orderowa ma postać złotego emaliowanego na biało krzyża maltańskiego, na awersie widnieje wizerunek św. Sylwestra i napis SANC SILVESTER P.M., a na rewersie napis: 1841 GREGORIUS XVI RESTITUIT.
Dzieli się na cztery klasy:
- I klasa – Kawaler (Dama) Krzyża Wielkiego,
- II klasa – Komandor (Dama Komandorii) z Gwiazdą,
- III klasa – Komandor (Dama Komandorii),
- IV klasa – Kawaler (Dama).

| Sposób noszenia Orderu Świętego Sylwestra | Sposób noszenia Orderu Świętego Sylwestra | Sposób noszenia Orderu Świętego Sylwestra | Sposób noszenia Orderu Świętego Sylwestra |
| ----------------------------------------- | ----------------------------------------- | ----------------------------------------- | ----------------------------------------- |
|                                           |                                           |                                           |                                           |
| Baretki orderu                            |                                           |                                           |                                           |
| Kawaler                                   | Komandor                                  | Komandor z Gwiazdą                        | Kawaler Krzyża Wielkiego                  |

## Odznaczeni
Niektórzy Polacy spośród odznaczonych:
- Wanda Błeńska, lekarka i misjonarka
- Stefan Jurga, były Rektor UAM i podsekretarz stanu w Ministerstwie Edukacji Narodowej
- Stanisław Kiczuk, były prorektor Katolickiego Uniwersytetu Lubelskiego (2010)
- Bożysław Kurowski, działacz młodzieżowy, prawnik, działacz emigracyjny (1998)
- Tadeusz Luty, rektor Politechniki Wrocławskiej (2008)
- Ewa Michnik, dyrektor Opery Wrocławskiej (2011)
- Jan Nielubowicz, lekarz, współtwórca transplantologii w Polsce – komandor (1997)
- Jan Rudowski, poseł na Sejm i senator w II RP – komandor (1938)
- Bogdan Zdrojewski, minister kultury, poseł Platformy Obywatelskiej, któremu order nadał papież Jan Paweł II
- Wacław Uruszczak, profesor nauk prawnych, prawnik, historyk i kanonista, kierownik Katedry Historii Prawa Polskiego i Zakładu Prawa Kościelnego i Wyznaniowego Wydziału Prawa i Administracji Uniwersytetu Jagiellońskiego[4]
- Artur Kozioł, burmistrz Miasta i Gminy Wieliczka – komandor (2017). Order nadał papież Franciszek za wkład w organizację Światowych Dni Młodzieży 2016, a w sposób szczególny za przygotowanie Campus Misericordiae w Wieliczce-Brzegach[5]
- Adam Biela, prof. dr hab., polski polityk, psycholog, profesor Katolickiego Uniwersytetu Lubelskiego, poseł na Sejm III kadencji, senator V i VI kadencji. Odznaczony przez papieża Franciszka 19 kwietnia 2018 r.[6]
- Dorota Kornas-Biela dr hab. psycholog, prof. Katolickiego Uniwersytetu Lubelskiego. Odznaczona przez papieża Franciszka 19 kwietnia 2018 r.[6]
- Wojciech Witkiewicz, dyrektor naczelny Wojewódzkiego Szpitala Specjalistycznego we Wrocławiu i Ośrodka Badawczo-Rozwojowego. Odznaczony przez papieża Benedykta XVI w 2009 r.[7]
- Jan Szmyd, Baliw Wielkiego Przeoratu Polski Rycerskiego i Szpitalnego Zakonu św. Łazarza z Jerozolimy (odznaczony przez papieża Franciszka w 2023 r.)[8]